# Вселена на Ди Си
Вселената на Ди Си (на английски: DC Universe) е споделена вселена, в която се развиват повечето истории в американските комикси, публикувани от Ди Си Комикс. В контекста терминът Вселената на Ди Си обикновено се отнася до основната приемственост в историите на Ди Си. Вселената съдържа добре познати супергерои като Супермен, Батман, Жената чудо, Светкавицата, Аквамен, Зеления фенер, Зелената стрела, Шазам, Марсианският ловец на хора и Киборга; както и екипи като Лигата на справедливостта, Обществото на справедливостта на Америка, Отрядът самоубийци, Doom Patrol и Младите титани. Съдържа и добре познати суперзлодеи, включително Лекс Лутор, Жокера, Гепарда, Професор Зум, Блек Манта, Синестро, Слейд Уилсън, Черния Адам, Брейниак и Дарксайд.
Терминът Мултивселената на Ди Си се отнася до всички приемствености в публикациите на Ди Си Комикс. В рамките на Мултивселената основната Вселена на Ди Си е наричана с много имена, но през последните години е известна като „Първа Земя“ или „Земя 0“.
Основната вселена на Ди Си, както и алтернативните реалности, свързани с нея, са бързо адаптирани към други медии като филмови сериали или радио драми. През следващите десетилетия приемствеността между всички тези медии става все по-сложна с определени сюжетни линии и събития, предназначени да опростят или рационализират по-объркващите аспекти от историите на героите.

## История

### Златна епоха
Фактът, че героите на Ди Си Комикс съжителстват в един и същи свят, е установен за първи път в комикса All Star Comics, брой 3, (1940), където няколко супергерои (които са участват в отделни истории в поредицата до този момент) се срещат в група, наречена Обществото на справедливостта на Америка. Земя-2 е основният свят на тази епоха на публикуване, както е установено в „Светкавицата на два свята“ и „Кризата на Земя-2“.
През Сребърния век Обществото на справедливостта е преосмислено като Лигата на справедливостта на Америка, като вдъхновение за името идва от Националната лига по бейзбол от лига Мейджър и Американската лига. Комиксът, който представя Лигата на справедливостта, е озаглавен The Brave and the Bold. Въпреки това, по-голямата част от публикациите на Ди Си продължават да се пишат без особено внимание към поддържането на приемственост една с друга през първите няколко десетилетия.

### Сребърна епоха
През 1950-те и 1960-те години Ди Си въвежда различни версии на своите герои, като понякога ги представя така, сякаш по-ранната версия никога не е съществувала, включително: Светкавицата (Бари Алън), Зеления фенер (Хал Джордън) и Човекът-ястреб (Кейтър Хол). Тези нови версии на героите имат подобни сили, но различни имена и лични истории. По същия начин се появяват герои като Батман, чиито ранни приключения, развиващи се през 40-те години на миналия век, не могат лесно да се съчетаят с истории, включващи все още млад мъж от 60-те години на миналия век. За да обяснят това, се въвежда идеята за Мултивселената във Flash, брой 123, (1961), където Светкавицата от Сребърната епоха среща своя двойник от Златната епоха. В допълнение към противоречивите истории да „съществуват съвместно“, това позволява на различните версии на герои да се срещнат и дори да се обединят, за да се борят с междувселенските заплахи. Сценаристите дават обозначения като „Земя-1“, „Земя-2“ и така нататък на определени вселени, обозначения, които понякога са използвани и от самите герои. „Земя-1“ е основният свят на тази епоха на публикуване, както е установено в „Светкавицата на два свята“ и „Кризата на Земя-1“.

### Криза на безкрайните Земи
С течение на годините, тъй като броят на публикуваните заглавия се увеличава и историите се натрупват, става все по-трудно да се поддържа вътрешна последователност. На фона на намаляващите продажби, запазването на статуквото на най-популярните герои става привлекателно. Въпреки че ретроспекцията е използвана като начин за обяснение на очевидни несъответствия в написаните истории, редакторите на Ди Си стигнат до заключението, че разнообразната приемственост на множество Земи е твърде трудна за проследяване и се опасяват, че това е пречка за достъпността за нови читатели. За да се справят с това, публикуват минисерията „Криза на безкрайните Земи“ през 1985 г., която обединява вселени и герои, свеждайки Мултивселената до една неназована вселена с една история.
В резултат на това, почти веднъж на десетилетие от 1980 г. насам, Вселената на Ди Си преживява сериозна криза, която позволява произволен брой промени от нови версии на герои да се появят като цяло рестартиране на вселената, рестартиране на всички герои в нова и модернизирана версия на техния живот.

### Безкрайни кризи
Събитието Безкрайни кризи (2005–2006) преработва Вселената на Ди Си отново с нови промени. Ограничената серия 52 (2006–2007) установява, че съществува нова мултивселена, като Земя-0 е основната Земя.

### Новите 52
Рестартирането на Вселената на Ди Си през 2011 г. съвпада с издателското събитие на Ди Си Новите 52, по време на което издателят отменя текущите си заглавия и пуска отново 52 нови книги, включително редица нови заглавия, поставени в рамките на преработена приемственост, следвайки края на кръстосания сюжет на Светкавицата, който предоставя отправна точка за съществуващата приемственост. Редица промени във вселената имат за цел да направят героите по-модерни и достъпни, въпреки че обхватът на промените варира от герой на герой. Някои като Батман имат своите истории, оставени до голяма степен непокътнати, докато на други са дадени изключително различни истории и външен вид. Ди Си спира да поставя логото „Новите 52“ на своите издания през лятото на 2015 г.

### Възраждането на Ди Си
През февруари 2016 г. Ди Си обявява своята инициатива Възраждането на Ди Си, чрез която рестартира своите заглавия за цялата линия, започвайки юни 2016 г.

### Вселената на Ди Си
През октомври 2017 г. Ди Си разкрива, че прекратява брандирането и логото на Възраждане от своите заглавия през декември 2017 г., пускайки всичко под едно общо заглавие като Вселената на Ди Си.

### Безкрайна граница
През 2021 г. Ди Си обявява повторно пускане на текущи месечни заглавия на комикси за супергерои. Обявени са също редица минисерии и единични истории. Това е продължението на рестартирането на Възраждането на Ди Си.

### Зората на Ди Си
В края на 2022 г. Ди Си обявява нова инициатива за цялата линия, озаглавена Зората на Ди Си – едногодишна инициатива за разказване на истории с различни нови, текущи и ограничени серии. Заглавията получават нов търговски вид. Инициативата има за цел да промени тона за вселената на Ди Си в нещо по-ярко и по-леко, както и да създаде повече взаимосвързаност между множество серии.

## Описание
Основната концепция на Вселената на Ди Си е, че тя е точно като реалния свят, но в нея съществуват супергерои и суперзлодеи. Съществуват обаче други последващи разлики, произтичащи от обосновките, подразбиращи се от тази основна концепция. В него съществуват много измислени държави. Въпреки че историите често се развиват в Съединените американски щати, те също толкова често се развиват в измислени градове, като Готъм Сити или Метрополис. Тези градове всъщност са архетипина градовете, като Готъм Сити въплъщава повече от негативните аспекти от живота в големия град, а Метрополис – положителните аспекти. Известно е, че съществуват съзнателни извънземни видове (като криптонци и танагарианци) и дори междузвездни общества, а пристигането на извънземни космически кораби не е необичайно. Технологии, които са само теоретични в реалния свят, като изкуствения интелект или са напълно невъзможни според съвременната наука, като пътуване със скорост, по-бърза от светлината, са възможни, въпреки че често се описват като изключително експериментални и трудни за постигане. Магията съществува и може да се научи. Общата история на измисления свят е подобна на реалната (съществуването на Римска империя, избухването на Втората световна война, атентатите от  11 септември), но има много фантастични допълнения, като известното съществуване на Атлантида. През последните години историите все повече описват събития, които отдалечават Вселената на Ди Си от реалността, като настъпването на Третата световна война, Лекс Лутър бива избран за президент на Съединените щати през 2000 г. и цели градове и държави са унищожени. Има и други незначителни вариации, като например Земята да е малко по-голяма от нашата (за да побере допълнителните държави) и планетата Сатурн има 18 луни вместо 19, защото Супермен унищожава една.

## В други медии

### Филми
- Филми, базирани на комиксите на Ди Си:
  - Супермен във филмите
  - Батман във филмите
  - Ди Си Студиос
  - Жената чудо във филмите
- Разширена вселена на Ди Си
- LEGO: Филмът, Лего Батман: Филмът, LEGO: Филмът 2 (развиващи се мултивселена, част от която е Лего вселената на Ди Си)

### Телевизия
- Стрелата, Светкавицата, Легендите на утрешния ден, Супергърл, Лисицата, Черната мълния, Луцифер, Батуоман.

### Анимации
- Анимационната вселена на Ди Си
- Оригинални анимационни филми на Вселената на Ди Си
- Малките титани
- Малки титани: В готовност!
- Младежка лига